# Pennisetum longissimum
Pennisetum longissimum är en gräsart som beskrevs av Shou Liang Chen och Y.X.Jin. Pennisetum longissimum ingår i släktet borstgräs, och familjen gräs. Inga underarter finns listade i Catalogue of Life.